# Coppa del Mondo di sci alpino 1987
La Coppa del Mondo di sci alpino 1987 fu la ventunesima edizione della manifestazione organizzata dalla Federazione Internazionale Sci; nel corso della stagione si tennero a Crans-Montana i Campionati mondiali di sci alpino 1987, non validi ai fini della Coppa del Mondo, il cui calendario contemplò dunque un'interruzione tra gennaio e febbraio.
La stagione maschile ebbe inizio il 15 agosto 1986 a Las Leñas, in Argentina, e si concluse il 22 marzo 1987 a Sarajevo, in Jugoslavia; furono disputate 34 gare (11 discese libere, 5 supergiganti, 8 slalom giganti, 8 slalom speciali, 2 combinate), in 19 diverse località. Lo svizzero Pirmin Zurbriggen si aggiudicò sia la Coppa del Mondo generale, sia quelle di discesa libera, di supergigante e di slalom gigante; lo jugoslavo Bojan Križaj vinse la Coppa di slalom speciale. Il lussemburghese Marc Girardelli era il detentore uscente della Coppa generale.
La stagione femminile ebbe inizio il 29 novembre 1986 a Park City, negli Stati Uniti, e si concluse il 22 marzo 1987 a Sarajevo, in Jugoslavia; furono disputate 31 gare (7 discese libere, 5 supergiganti, 8 slalom giganti, 10 slalom speciali, 1 combinata), in 17 diverse località. La svizzera Maria Walliser si aggiudicò sia la Coppa del Mondo generale, sia quelle di supergigante e di slalom gigante, quest'ultima a pari merito con la connazionale Vreni Schneider; altre due svizzere, Michela Figini e Corinne Schmidhauser, vinsero rispettivamente la Coppa di discesa libera e quella di slalom speciale. La Walliser era la detentrice uscente della Coppa generale.

## Uomini

### Risultati
| Data             | Località               | Nazione        | Pista                          | Spec. | Primo             | Secondo             | Terzo                      |
| ---------------- | ---------------------- | -------------- | ------------------------------ | ----- | ----------------- | ------------------- | -------------------------- |
| 15 agosto 1986   | Las Leñas              | Argentina      |                                | DH    | Peter Müller      | Karl Alpiger        | Franz Heinzer              |
| 16 agosto 1986   | Las Leñas              | Argentina      |                                | DH    | Pirmin Zurbriggen | Leonhard Stock      | Franz Heinzer Peter Müller |
| 29 novembre 1986 | Sestriere              | Italia         |                                | SL    | Ingemar Stenmark  | Jonas Nilsson       | Richard Pramotton          |
| 30 novembre 1986 | Sestriere              | Italia         |                                | GS    | Richard Pramotton | Hubert Strolz       | Pirmin Zurbriggen          |
| 5 dicembre 1986  | Val-d'Isère            | Francia        |                                | DH    | Pirmin Zurbriggen | Markus Wasmeier     | Michael Mair               |
| 6 dicembre 1986  | Val-d'Isère            | Francia        |                                | SG    | Markus Wasmeier   | Roberto Erlacher    | Marc Girardelli            |
| 13 dicembre 1986 | Val Gardena            | Italia         | Saslong                        | DH    | Rob Boyd          | Michael Mair        | Markus Wasmeier            |
| 14 dicembre 1986 | Alta Badia             | Italia         | Gran Risa                      | GS    | Richard Pramotton | Alberto Tomba       | Oswald Tötsch              |
| 15 dicembre 1986 | Alta Badia             | Italia         | Gran Risa                      | GS    | Joël Gaspoz       | Richard Pramotton   | Markus Wasmeier            |
| 16 dicembre 1986 | Madonna di Campiglio   | Italia         | 3-Tre                          | SL    | Ivano Edalini     | Ingemar Stenmark    | Joël Gaspoz                |
| 19 dicembre 1986 | Kranjska Gora          | Jugoslavia     | Podkoren                       | GS    | Joël Gaspoz       | Roberto Erlacher    | Richard Pramotton          |
| 20 dicembre 1986 | Kranjska Gora          | Jugoslavia     | Podkoren                       | SL    | Bojan Križaj      | Rok Petrovič        | Ingemar Stenmark           |
| 21 dicembre 1986 | Hinterstoder           | Austria        |                                | SL    | Armin Bittner     | Bojan Križaj        | Oswald Tötsch              |
| 4 gennaio 1987   | Laax                   | Svizzera       |                                | DH    | Franz Heinzer     | Peter Wirnsberger   | Erwin Resch                |
| 10 gennaio 1987  | Garmisch-Partenkirchen | Germania Ovest | Kandahar                       | DH    | Pirmin Zurbriggen | Michael Mair        | Peter Müller               |
| 11 gennaio 1987  | Garmisch-Partenkirchen | Germania Ovest | Kandahar                       | SG    | Markus Wasmeier   | Pirmin Zurbriggen   | Alberto Ghidoni            |
| 13 gennaio 1987  | Adelboden              | Svizzera       | Chuenisbärgli                  | GS    | Pirmin Zurbriggen | Marc Girardelli     | Hubert Strolz              |
| 17 gennaio 1987  | Wengen                 | Svizzera       | Lauberhorn                     | DH    | Markus Wasmeier   | Karl Alpiger        | Franz Heinzer              |
| 18 gennaio 1987  | Wengen                 | Svizzera       | Männlichen/Jungfrau            | SL    | Joël Gaspoz       | Dietmar Köhlbichler | Bojan Križaj               |
| 18 gennaio 1987  | Wengen                 | Svizzera       | Lauberhorn Männlichen/Jungfrau | KB    | Pirmin Zurbriggen | -                   | -                          |
| 20 gennaio 1987  | Adelboden              | Svizzera       | Chuenisbärgli                  | GS    | Pirmin Zurbriggen | Joël Gaspoz         | Ingemar Stenmark           |
| 25 gennaio 1987  | Kitzbühel              | Austria        | Streif                         | DH    | Pirmin Zurbriggen | Erwin Resch         | Peter Müller               |
| 25 gennaio 1987  | Kitzbühel              | Austria        | Ganslern                       | SL    | Bojan Križaj      | Mathias Berthold    | Armin Bittner              |
| 25 gennaio 1987  | Kitzbühel              | Austria        | Streif Ganslern                | KB    | Pirmin Zurbriggen | Andreas Wenzel      | -                          |
| 14 febbraio 1987 | Le Markstein           | Francia        |                                | SL    | Ingemar Stenmark  | Armin Bittner       | Günther Mader              |
| 15 febbraio 1987 | Todtnau                | Germania Ovest |                                | GS    | Pirmin Zurbriggen | Marc Girardelli     | Markus Wasmeier            |
| 28 febbraio 1987 | Furano                 | Giappone       |                                | DH    | Peter Müller      | Marc Girardelli     | Michael Mair               |
| 1º marzo 1987    | Furano                 | Giappone       |                                | SG    | Marc Girardelli   | Pirmin Zurbriggen   | Leonhard Stock             |
| 7 marzo 1987     | Aspen                  | Stati Uniti    |                                | DH    | Pirmin Zurbriggen | Daniel Mahrer       | Karl Alpiger               |
| 8 marzo 1987     | Aspen                  | Stati Uniti    |                                | SG    | Pirmin Zurbriggen | Richard Pramotton   | Peter Roth                 |
| 14 marzo 1987    | Calgary                | Canada         |                                | DH    | Peter Müller      | Franz Heinzer       | Daniel Mahrer              |
| 15 marzo 1987    | Calgary                | Canada         |                                | SG    | Marc Girardelli   | Pirmin Zurbriggen   | Leonhard Stock             |
| 21 marzo 1987    | Sarajevo               | Jugoslavia     |                                | SL    | Grega Benedik     | Bojan Križaj        | Didier Bouvet              |
| 22 marzo 1987    | Sarajevo               | Jugoslavia     |                                | GS    | Marc Girardelli   | Joël Gaspoz         | Rudolf Nierlich            |

Legenda:

DH = discesa libera

SG = supergigante

GS = slalom gigante

SL = slalom speciale

KB = combinata

### Classifiche

#### Generale

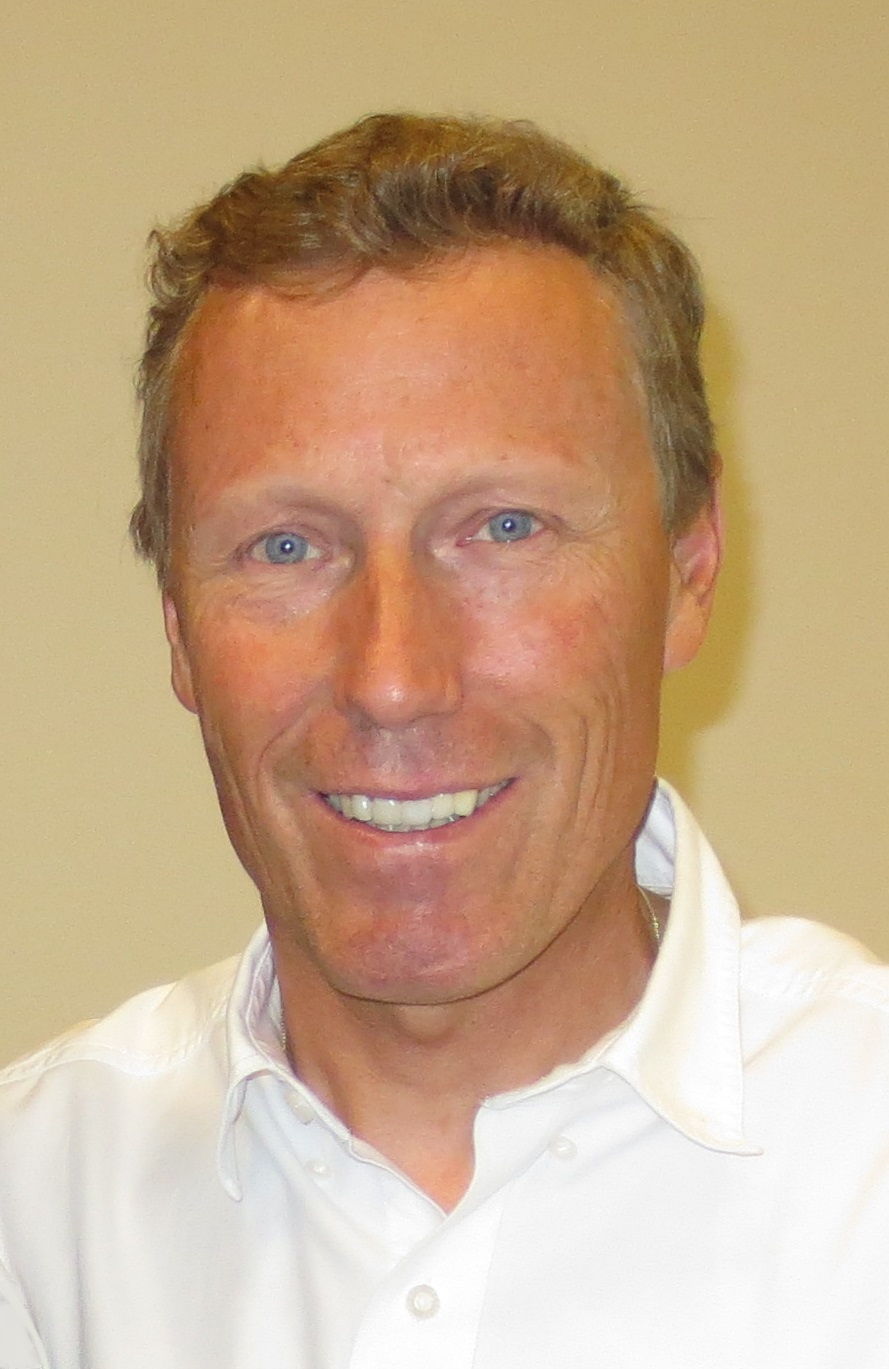
Pirmin Zurbriggen nel 2014

| Pos. | Nome              | Nazione        | Punti |
| ---- | ----------------- | -------------- | ----- |
| 1    | Pirmin Zurbriggen | Svizzera       | 339   |
| 2    | Marc Girardelli   | Lussemburgo    | 190   |
| 3    | Markus Wasmeier   | Germania Ovest | 174   |
| 4    | Joël Gaspoz       | Svizzera       | 153   |
| 5    | Richard Pramotton | Italia         | 139   |
| 6    | Ingemar Stenmark  | Svezia         | 134   |
| 7    | Leonhard Stock    | Austria        | 97    |
| 8    | Roberto Erlacher  | Italia         | 94    |
| 9    | Bojan Križaj      | Jugoslavia     | 90    |
| 9    | Peter Müller      | Svizzera       | 90    |

#### Discesa libera
| Pos. | Nome              | Nazione        | Punti |
| ---- | ----------------- | -------------- | ----- |
| 1    | Pirmin Zurbriggen | Svizzera       | 125   |
| 2    | Peter Müller      | Svizzera       | 105   |
| 3    | Franz Heinzer     | Svizzera       | 90    |
| 4    | Markus Wasmeier   | Germania Ovest | 83    |
| 5    | Michael Mair      | Italia         | 82    |

#### Supergigante
| Pos. | Nome              | Nazione        | Punti |
| ---- | ----------------- | -------------- | ----- |
| 1    | Pirmin Zurbriggen | Svizzera       | 85    |
| 2    | Marc Girardelli   | Lussemburgo    | 65    |
| 3    | Markus Wasmeier   | Germania Ovest | 50    |
| 4    | Roberto Erlacher  | Italia         | 44    |
| 5    | Leonhard Stock    | Austria        | 42    |

#### Slalom gigante
| Pos. | Nome              | Nazione     | Punti |
| ---- | ----------------- | ----------- | ----- |
| 1    | Pirmin Zurbriggen | Svizzera    | 102   |
| 2    | Joël Gaspoz       | Svizzera    | 102   |
| 3    | Richard Pramotton | Italia      | 95    |
| 4    | Hubert Strolz     | Austria     | 66    |
| 5    | Marc Girardelli   | Lussemburgo | 65    |

#### Slalom speciale
| Pos. | Nome             | Nazione        | Punti |
| ---- | ---------------- | -------------- | ----- |
| 1    | Bojan Križaj     | Jugoslavia     | 105   |
| 2    | Ingemar Stenmark | Svezia         | 96    |
| 3    | Armin Bittner    | Germania Ovest | 78    |
| 4    | Joël Gaspoz      | Svizzera       | 71    |
| 5    | Grega Benedik    | Jugoslavia     | 55    |

#### Combinata
Nel 1987 fu anche stilata la classifica della combinata, sebbene non venisse assegnato alcun trofeo al vincitore.
| Pos. | Nome              | Nazione       | Punti |
| ---- | ----------------- | ------------- | ----- |
| 1    | Pirmin Zurbriggen | Svizzera      | 50    |
| 2    | Andreas Wenzel    | Liechtenstein | 20    |

## Donne

### Risultati
| Data             | Località                | Nazione        | Pista | Spec. | Prima                          | Seconda                | Terza                  |
| ---------------- | ----------------------- | -------------- | ----- | ----- | ------------------------------ | ---------------------- | ---------------------- |
| 29 novembre 1986 | Park City               | Stati Uniti    |       | GS    | Michaela Gerg                  | Mateja Svet            | Vreni Schneider        |
| 30 novembre 1986 | Park City               | Stati Uniti    |       | SL    | Corinne Schmidhauser           | Tamara McKinney        | Roswitha Steiner       |
| 5 dicembre 1986  | Waterville Valley       | Stati Uniti    |       | SL    | Erika Hess                     | Brigitte Oertli        | Karin Buder            |
| 6 dicembre 1986  | Waterville Valley       | Stati Uniti    |       | GS    | Vreni Schneider                | Maria Walliser         | Josée Lacasse          |
| 12 dicembre 1986 | Val-d'Isère             | Francia        |       | DH    | Michela Figini                 | Maria Walliser         | Heidi Zurbriggen       |
| 13 dicembre 1986 | Val-d'Isère             | Francia        |       | DH    | Laurie Graham                  | Maria Walliser         | Catherine Quittet      |
| 14 dicembre 1986 | Val-d'Isère             | Francia        |       | SG    | Maria Walliser                 | Catherine Quittet      | Vreni Schneider        |
| 17 dicembre 1986 | Courmayeur              | Italia         |       | SL    | Vreni Schneider                | Tamara McKinney        | Brigitte Oertli        |
| 18 dicembre 1986 | Courmayeur              | Italia         |       | SL    | Tamara McKinney                | Roswitha Steiner       | Monika Maierhofer      |
| 20 dicembre 1986 | Val di Zoldo            | Italia         |       | GS    | Maria Walliser                 | Blanca Fernández Ochoa | Michela Figini         |
| 21 dicembre 1986 | Val di Zoldo            | Italia         |       | SL    | Erika Hess                     | Brigitte Oertli        | Claudia Strobl         |
| 4 gennaio 1987   | Maribor                 | Jugoslavia     |       | SL    | Camilla Nilsson                | Vreni Schneider        | Corinne Schmidhauser   |
| 5 gennaio 1987   | Saalbach                | Austria        |       | GS    | Vreni Schneider                | Mateja Svet            | Maria Walliser         |
| 6 gennaio 1987   | Saalbach                | Austria        |       | SG    | Maria Walliser                 | Brigitte Oertli        | Mateja Svet            |
| 10 gennaio 1987  | Mellau                  | Austria        |       | DH    | Béatrice Gafner                | Maria Walliser         | Sieglinde Winkler      |
| 11 gennaio 1987  | Mellau                  | Austria        |       | SL    | Tamara McKinney                | Mateja Svet            | Małgorzata Tlałka      |
| 11 gennaio 1987  | Mellau                  | Austria        |       | KB    | Brigitte Oertli                | Vreni Schneider        | Erika Hess             |
| 16 gennaio 1987  | Pfronten                | Germania Ovest |       | DH    | Michela Figini                 | Regine Mösenlechner    | Maria Walliser         |
| 17 gennaio 1987  | Pfronten                | Germania Ovest |       | SG    | Catherine Quittet              | Traudl Hächer          | Marina Kiehl           |
| 18 gennaio 1987  | Bischofswiesen          | Germania Ovest |       | GS    | Maria Walliser                 | Vreni Schneider        | Brigitte Oertli        |
| 13 febbraio 1987 | Megève                  | Francia        |       | GS    | Vreni Schneider                | Blanca Fernández Ochoa | Maria Walliser         |
| 14 febbraio 1987 | Saint-Gervais-les-Bains | Francia        |       | SL    | Vreni Schneider                | Corinne Schmidhauser   | Blanca Fernández Ochoa |
| 15 febbraio 1987 | Flühli                  | Svizzera       |       | SL    | Corinne Schmidhauser           | Monika Maierhofer      | Erika Hess             |
| 27 febbraio 1987 | Zwiesel                 | Germania Ovest |       | GS    | Maria Walliser                 | Erika Hess             | Blanca Fernández Ochoa |
| 28 febbraio 1987 | Zwiesel                 | Germania Ovest |       | SL    | Corinne Schmidhauser           | Erika Hess             | Roswitha Steiner       |
| 8 marzo 1987     | Calgary                 | Canada         |       | DH    | Michela Figini                 | Laurie Graham          | Regine Mösenlechner    |
| 13 marzo 1987    | Vail                    | Stati Uniti    |       | DH    | Sigrid Wolf                    | Elisabeth Kirchler     | Pam Fletcher           |
| 14 marzo 1987    | Vail                    | Stati Uniti    |       | DH    | Sigrid Wolf                    | Laurie Graham          | Maria Walliser         |
| 15 marzo 1987    | Vail                    | Stati Uniti    |       | SG    | Marina Kiehl                   | Anita Wachter          | Sigrid Wolf            |
| 15 marzo 1987    | Vail                    | Stati Uniti    |       | SG    | Maria Walliser                 | Sigrid Wolf            | Anita Wachter          |
| 22 marzo 1987    | Sarajevo                | Jugoslavia     |       | GS    | Vreni Schneider Maria Walliser |                        | Michela Figini         |

Legenda:

DH = discesa libera

SG = supergigante

GS = slalom gigante

SL = slalom speciale

KB = combinata

### Classifiche

#### Generale
| Pos. | Nome                   | Nazione        | Punti |
| ---- | ---------------------- | -------------- | ----- |
| 1    | Maria Walliser         | Svizzera       | 269   |
| 2    | Vreni Schneider        | Svizzera       | 262   |
| 3    | Brigitte Oertli        | Svizzera       | 206   |
| 4    | Erika Hess             | Svizzera       | 169   |
| 5    | Michela Figini         | Svizzera       | 162   |
| 6    | Tamara McKinney        | Stati Uniti    | 127   |
| 7    | Mateja Svet            | Jugoslavia     | 126   |
| 8    | Blanca Fernández Ochoa | Spagna         | 121   |
| 9    | Sigrid Wolf            | Austria        | 119   |
| 10   | Marina Kiehl           | Germania Ovest | 118   |
| 10   | Catherine Quittet      | Francia        | 118   |

#### Discesa libera
| Pos. | Nome                | Nazione        | Punti |
| ---- | ------------------- | -------------- | ----- |
| 1    | Michela Figini      | Svizzera       | 93    |
| 2    | Maria Walliser      | Svizzera       | 90    |
| 3    | Laurie Graham       | Canada         | 86    |
| 4    | Regine Mösenlechner | Germania Ovest | 71    |
| 5    | Sigrid Wolf         | Austria        | 61    |

#### Supergigante
| Pos. | Nome              | Nazione        | Punti |
| ---- | ----------------- | -------------- | ----- |
| 1    | Maria Walliser    | Svizzera       | 82    |
| 2    | Catherine Quittet | Francia        | 57    |
| 3    | Marina Kiehl      | Germania Ovest | 52    |
| 4    | Brigitte Oertli   | Svizzera       | 49    |
| 5    | Anita Wachter     | Austria        | 47    |

#### Slalom gigante
| Pos. | Nome                   | Nazione  | Punti |
| ---- | ---------------------- | -------- | ----- |
| 1    | Vreni Schneider        | Svizzera | 120   |
| 1    | Maria Walliser         | Svizzera | 120   |
| 3    | Blanca Fernández Ochoa | Spagna   | 78    |
| 4    | Erika Hess             | Svizzera | 62    |
| 5    | Michela Figini         | Svizzera | 55    |

#### Slalom speciale
| Pos. | Nome                 | Nazione     | Punti |
| ---- | -------------------- | ----------- | ----- |
| 1    | Corinne Schmidhauser | Svizzera    | 110   |
| 2    | Tamara McKinney      | Stati Uniti | 99    |
| 3    | Erika Hess           | Svizzera    | 96    |
| 4    | Vreni Schneider      | Svizzera    | 84    |
| 5    | Brigitte Oertli      | Svizzera    | 77    |

#### Combinata
Nel 1987 fu anche stilata la classifica della combinata, sebbene non venisse assegnato alcun trofeo alla vincitrice.
| Pos. | Nome            | Nazione  | Punti |
| ---- | --------------- | -------- | ----- |
| 1    | Brigitte Oertli | Svizzera | 25    |
| 2    | Vreni Schneider | Svizzera | 20    |
| 3    | Erika Hess      | Svizzera | 15    |
| 4    | Maria Walliser  | Svizzera | 12    |
| 5    | Karen Percy     | Canada   | 11    |